# Bombus borealis
Bombus borealis (saknar svenskt namn) är en insekt i överfamiljen bin (Apoidea) och släktet humlor (Bombus) som lever i Nordamerika.

## Beskrivning
Huvudet har övervägande ljus päls hos honorna (drottning och arbetare) men med mera mörk behåring hos hanen. Mellankroppen är övervägande gul, dock med ett svart område mellan vingarna. Hos honorna är de fyra främre tergiterna gula, och de två sista svarta. Hos hanen är också de fyra främre tergiterna gula, de två följande med blandad gul och svart behåring så att de två tergiterna framstår som tvärrandiga, och den sista svart. Längden är mellan 18 och 22 mm för drottningen, omkring 13 mm för arbetarna, och mellan 14 och 17 mm för hanen. Arten påminner om Bombus fervidus. Den är långtungad.

## Ekologi
Artens habitat utgörs framför allt av skog.
Drottningarna är aktiva från maj till september, arbetarna från juni till augusti, och hanarna från juli till september.
Bombus borealis är polylektisk, den flyger till blommande växter från flera olika familjer, som korgblommiga växter (piggtistlar, tistelsläktet, gullrissläktet, apel och flocklar), ärtväxter (vedlar, sötväpplingar, klöversläktet och vickersläktet), rosväxter (hallonsläktet och apel), strävbladiga växter (vallörter),  kransblommiga växter (brunörter), snyltrotsväxter (kärrspira) fackelblomsväxter (fackelblomstersläktet) samt ljungväxter (tranbär).
Boet är underjordiskt. Till skillnad från de flesta humlearters hanar, som brukar patrulleringsflyga i en bestämd bana för att locka till sig parningsvilliga ungdrottningar, så samlas denna arts hanar utanför de unga drottningarnas bon i väntan på att de skall komma fram.

## Utbredning
Bombus borealis finns i södra Kanada från Nova Scotia till British Columbia, norrut till Northwest Territories och med enstaka fynd även i Alaska i USA, samt nordöstra USA från från Maine i öster till North Dakota i väster, söderut till Massachusetts och New York i öster, över Indiana och Illinois åter norrut till South Dakota och North Dakota. I bergskedjan Appalacherna i östra USA kan den dock nå längre söderut. Den är ingenstans särskilt vanlig.

## Bevrandestatus
Populationen är stabil, och då Internationella naturvårdsunionen (IUCN) inte har konstaterat några specifika hot, klassificerar de arten som livskraftig (LC).